# Горлебен
Горлебен (њем. Gorleben) општина је у њемачкој савезној држави Доња Саксонија. Једно је од 27 општинских средишта округа Лихов-Даненберг. Према подацима с краја 2020. у општини је живјело 607 становника. Просјечна густина становништва износи 29 становника/km². Посједује регионалну шифру (AGS) 3354007.

## Географски и демографски подаци
Горлебен се налази у савезној држави Доња Саксонија у округу Лихов-Даненберг. Општина се налази на надморској висини од 20 метара. Површина општине износи 21,3 km². 